# Xenopoulo
Xenopoulo (greacă Ξενόπουλο) este un oraș în Grecia în prefectura Kefalonia.

## Populație
- 1981: 263
- 1991: 70
- 2001: 92